# کوتا اوگینو
کوتا اوگینو (انگلیسی: Kota Ogino؛ زادهٔ ۲ مهٔ ۱۹۹۷) بازیکن فوتبال اهل ژاپن است.